# 대덕운수
대덕운수(大德運輸)는 대한민국 경기도 고양시의 시내버스 업체로, 본사는 경기도 고양시 일산동구 견달산로 246-3 (식사동)에 있다. 계열사로는 같은 고양시의 버스 업체인 백마운수, 서울특별시 마을버스 업체인 서북교통, 서북운수가 있다.

## 주요 연혁
- 1992년: 회사 설립 마을버스 88번노선 운행개시
- 1997년: 100번노선 신설운행개시
- 1999년: 101번노선 신설운행개시
- 2001년: 101번 대화역으로 연장 및 102번노선 신설운행개시(102번은 잠시후 폐지)
- 2006년 11월: 100-1번노선 신설운행개시
- 2008년 6월: 101번 분리운행 및 노선변경
- 2008년 6월: 101번 분리로 인하여 대체노선인 101-1번 신설운행
- 2009년 1월: 보람운수 01-1번 노선 인수운행
- 2009년 3월: 백마교통에서 대호운수로 변경, 고양시 마을버스의 개편으로 인해 100번, 100-1번, 101번, 101-1번 노선번호를 080번, 081번, 082번, 089번 노선번호로 각각 변경
- 2010년 8월: 현대백화점 킨텍스점, 홈플러스 킨텍스점 개관으로 인해 082번, 089번 노선 현대백화점 킨텍스점까지 연장
- 2010년 12월: 식사지구가 완공으로 인하여 081번 노선 위시티까지 연장운행
- 2013년 3월 29일: 원마운트 개관으로 인하여 089번 노선 원마운트까지 연장운행
- 2016년 5월 10일: 080번 노선 원마운트 노선 변경 및 089번 노선 대화역, 킨텍스 경유 이마트타운 킨텍스까지 연장운행
- 2018년 12월 : 대호운수에서 대덕운수로 사명 변경
- 2024년 5월 1일: 시내버스 업체로 전환[1]

## 운행 노선
| 노선 번호 | 운행구간      | 운행구간 | 운행구간       | 경유지 | 배차 간격 (분) | 구 번호 | 비고                 |
| --------- | ------------- | -------- | -------------- | --- | -------------- | ------- | -------------------- |
| 81        | 식사동        | ↔        | 풍산역         | 위시티, 동국대병원, 세원고교, 숲속마을, 풍산동, 백마역, 백석고교, 마두역, 롯데백화점, 라페스타, 정발산동, 밤가시마을, 일산복음병원                                                                                             | 8              | 081     |                      |
| 83        | 숲속마을8단지 | ↔        | 원마운트       | 풍동고등학교, 다솜초등학교, 숲속마을, 풍산동, 백마역, 백송마을, 일산병원, 백석역, 흰돌마을, 마두역, 일산동구청, 일산동부경찰서, 강선마을, 주엽역, 문촌마을, 일산서구청, 대화역, 고양종합운동장, 대화중학교, 킨텍스, 현대백화점 | 8              | 082     |                      |
| 89        | 킨텍스원시티  | →        | 하이마트사거리 | 현대모터스튜디오, 킨텍스, 대화역, 주엽역, 일산동구청, 백석역, 대곡역 | 20             | 089     | 편도 순환 노선, 운휴 |
| 100       | 위시티1단지   | →        | 빛마루         | 위시티5단지, 은행마을, 숲속마을, 백마역, 백석고교, 백석역, 마두역, 일산동구청, 주엽역, 아쿠아리움 | 10             | 080     |                      |

## 현재 보유 차량
- 자일대우 NEW BS090
- 현대 그린시티
- BYD eBus-12
- 현대 일렉시티
- BYD eBus-9
- BYD eBus-11